# Verraten und verkauft – Briefe von der Front
Das Buch Verraten und verkauft – Briefe von der Front (OT: Will They Ever Trust Us Again? ) wurde von Michael Moore verfasst und erschien im Oktober 2004. Die deutschsprachige Ausgabe erschien beim Piper Verlag (ISBN 3492047351). Das Buch ist eine Sammlung von den Irak-Krieg thematisierenden Briefen, die Moore erhielt.
Der Titel des Buchs bezieht sich auf ein eigenes Zitat Michael Moores, einen Satz, den er in der Schlussphase des Films Fahrenheit 9/11 von sich gibt. Den Vertrauensbruch sieht Moore darin, dass die Soldaten aufgrund einer Lüge in den Krieg geschickt wurden. Im Gegensatz zu anderen Büchern Moores hält er sich mit Kommentaren im Hintergrund, sondern lässt die Soldaten durch ihre Briefe selbst sprechen. Inhaltlich wird George Bush stark kritisiert, dafür dass er sie in den Krieg geschickt hat. Außerdem wird der Schrecken des Krieges, das Elend der irakischen Zivilbevölkerung, die Sorge um die Angehörigen und die Desillusionierung über Krieg und Politik zum Ausdruck gebracht.
In seiner Einleitung sagt Moore: „Was diese Kommentare einzigartig und intensiv macht, ist, dass sie nicht Worte der Linken oder der Antikriegsbewegung sind – es sind Worte der Kriegsbewegung.“
Moore zeigte weitere Briefe auf seiner Homepage.